# Световно първенство по футбол 2026
Световното първенство по футбол през 2026 г. е определено да се проведе в САЩ, Мексико и Канада, след като тяхната съвместна кандидатура побеждава тази на Мароко със 134:65 гласа. На 13 юни 2018 г. на заседание на 68-ия конгрес на ФИФА в Москва, в навечерието на Световното първенство по футбол, е взето решението за мястото на турнира.

## Квалификации
Квалификациите започват през март 2023 г. и трябва да определят 45 от всички 48 отбора за финалния турнир, участниците в който са разпределени по конфедерации: УЕФА – 16, КАФ – 9, АФК – 8, КОНМЕБОЛ – 6, КОНКАКАФ – 6, ОФК – 1, баражи – 2. Числата включват страните-домакини, които се класират автоматично. Последните две места от баражи се определят чрез междуконтинентален плейофен турнир с 6 отбора, по един отбор от конфедерация, с изключение на УЕФА, плюс допълнителен отбор от конфедерацията на страната домакин. В случая с 3 страни домакини от КОНКАКАФ участват 2 отбора, а от КАФ, АФК, КOНМЕБOЛ и ОФК – по 1. 

### Класирани отбори
| Отбор           | Начин на класиране                 | Дата на класиране | Брой участия в турнира | Най-добро представяне                             |
| --------------- | ---------------------------------- | ----------------- | ---------------------- | ------------------------------------------------- |
| Канада          | домакини                           | 14 февруари 2023  | 3                      | Групова фаза (1986, 2022)                         |
| Мексико         | домакини                           | 14 февруари 2023  | 18                     | Четвъртфинали (1970, 1986)                        |
| САЩ             | домакини                           | 14 февруари 2023  | 12                     | Трето място (1930)                                |
| Япония          | Победител група C, зона Азия       | 20 март 2025      | 8                      | Осминафинал (2002, 2010, 2018, 2022)              |
| Нова Зеландия   | Победител трети етап, зона Океания | 24 март 2025      | 3                      | Групова фаза (1982, 2010)                         |
| Иран            | група A, зона Азия                 | 25 март 2025      | 7                      | Групова фаза (1978, 1998, 2006, 2014, 2018, 2022) |
| Аржентина       | топ 6 зона Южна Америка            | 25 март 2025      | 19                     | Шампиони (1978, 1990, 2022)                       |
| Узбекистан      | група A, зона Азия                 | 5 юни 2025        | 1                      | дебют                                             |
| Република Корея | група B, зона Азия                 | 5 юни 2025        | 11                     | Четвърто място (2002)                             |
| Йордания        | група B, зона Азия                 | 5 юни 2025        | 1                      | дебют                                             |
| Австралия       | Втори група C, зона Азия           | 10 юни 2025       | 7                      | Осминафинал (2006, 2022)                          |
| Бразилия        | топ 6 зона Южна Америка            | 10 юни 2025       | 23                     | Шампиони (1958, 1962, 1970, 1994, 2002)           |
| Еквадор         | топ 6 зона Южна Америка            | 10 юни 2025       | 5                      | Осминафинал (2006)                                |

## Стадиони
| Град                        | Стадион                                           | Капацитет                    | Снимка           |
| --------------------------- | ------------------------------------------------- | ---------------------------- | ---------------- |
| Мексико Сити                | Естадио Ацтека (Естадио Суидад де Мехико)         | 87,523                       |                  |
| Ню Йорк (Ийст Ръдърфорд)    | МетЛайф Стейдиъм (Ню Йорк/Ню Джърси Стейдиъм)     | 82,500                       |                  |
| Далас (Арлинтън)            | AT&T Стейдиъм (Далас Стейдиъм)                    | 80,000 (разширим до 105,000) |                  |
| Канзас Сити                 | Ароухед Стейдиъм (Канзас Сити Стейдиъм)           | 76,416                       |                  |
| Хюстън                      | NRG Стейдиъм (Хюстън Стейдиъм)                    | 72,220 (разширим до 80,000)  |                  |
| Атланта                     | Мерцедес-Бенц Стейдиъм (Атланта Стейдиъм)         | 71,000 (разширим до 83,000)  |                  |
| Лос Анджелис (Ингълуд)      | SoFi Стейдиъм (Лос Анджелис Стейдиъм)             | 70,240 (разширим до 100,240) |                  |
| Сиатъл                      | Лумен Фийлд (Сиатъл Стейдиъм)                     | 68,740 (разширим до 72,000)  |                  |
| Сан Франциско (Санта Клара) | Ливайс Стейдиъм (Сан Франциско Бей Ареа Стейдиъм) | 68,500 (разширим до 75,000)  |                  |
| Филаделфия                  | Линкълн Файненшъл Фийлд (Филаделфия Стейдиъм)     | 67,594                       |                  |
| Маями (Маями Гардънс)       | Хард Рок Стейдиъм (Маями Стейдиъм)                | 64,767                       |                  |
| Бостън (Фоксбъро)           | Жилет Стейдиъм (Бостън Стейдъм)                   | 64,628                       | Gillette Stadium |
| Ванкувър                    | Бритиш Кълъмбия Плейс (Ванкувър Стейдиъм)         | 54,500                       |                  |
| Монтерей (Гуадалупе)        | Естадио BBVA (Естадио Монтерей)                   | 53,500                       |                  |
| Гуадалахара (Сапопан)       | Естадио Акрон (Естадио Гуадалахара)               | 49,813                       |                  |
| Торонто                     | БМО Фийлд (Торонто Стейдиъм)                      | 28,180 (разширим до 45,736)  |                  |

## Финален турнир
Световното първенство през 2026 г. ще бъде най-голямото в историята – с 48 отбора, играещи 104 мача в продължение на 38 дни. Първоначално 32 отбора е трябвало да участват във финалния етап на шампионата, както обикновено, но на 10 януари 2017 г. президентът на ФИФА Джани Инфантино обявява решението да увеличи броя на участниците до 48. Така това ще бъде първото световно първенство в XXI век, проведено по новия регламент. 

### Градове, групи и правила
На 17.6.2022 г. ФИФА определя 16 града за провеждане на мачовете: 
- 11 от САЩ: Далас, Ню Йорк (предградие Ийст Ръдърфорд), Канзас Сити, Атланта, Хюстън, Сан Франциско, 
Лос Анджелис, Бостън, Филаделфия, Сиатъл и Маями.
- 3 от Мексико: Мексико Сити, Гуадалахара и Монтерей;
- 2 от Канада: Ванкувър и Торонто.

Подреждането на градовете във всяка държава е по големината на стадионите: най-големият е AT&T Стедиум в Далас с 92 967 места, а най-малкият – БМО Фийлд в Торонто с 45 500 места. Във всеки град играе група от три отбора. Така във финалния турнир има 12 групи от по четири отбора. 
Първите два отбора от всяка група се класират за шестнадесетинафиналите, както и най-добрите трети отбори. Директните елиминации продължават на осминафинали,четвъртфинали, полуфинали и финал.

## Телевизионни права
Към ноември 2022 г. 32 телевизионни канала от 18 държави са закупили правата за излъчване на Световното първенство през 2026 г. По 3 от тях са от Канада и Русия, 11 държави са с по два и 4 с по един. В България  се излъчва по Нова телевизия и БНТ.